# Томми (фильм, 1931)
«Томми» — советский художественный кинофильм режиссёра Якова Протазанова, снятый в 1931 г. Фильм снят по мотивом пьесы Всеволода Иванова «Бронепоезд 14-69». Первый звуковой фильм Протазанова.

## Сюжет
Гражданская война в Сибири. Большевистский партизанский отряд получает приказ доставить захваченные боеприпасы Красной армии. По пути к партизанам в плен попадает английский солдат. В плену герой фильма переходит на сторону большевиков.

## В ролях
- Александр Жутаев — Томми
- Василий Ковригин — Вершинин, старший партизан
- Михаил Кедров — китаец-партизан
- Иван Чувелев — Озорной, партизан
- Василий Ванин — Суетливый
- Алексей Темерин — пострадавший
- Виктор Кулаков — партизан
- Владимир Уральский — партизан
- Леонид Юренев — полковник
- Николай Боголюбов — партизан
- Владимир Цоппи — английский полковник